# Mistrovství Evropy v atletice 1950
4. mistrovství Evropy v atletice se uskutečnilo ve dnech 23. – 27. srpna 1950 na stadionu krále Baudouina (tehdy Heysel Stadium) v belgickém Bruselu. Na programu bylo celkově 34 disciplín (24 mužských a 10 ženských).
Na tomto šampionátu ženy poprvé absolvovaly pětiboj (80 m přek., vrh koulí, skok daleký, skok do výšky, běh na 200 m).

## Medailisté

### Muži
| Soutěž            | Zlato                                                                               | Stříbro                                                                     | Bronz                                                                     |
| ----------------- | ----------------------------------------------------------------------------------- | --------------------------------------------------------------------------- | ------------------------------------------------------------------------- |
| 100 m             | Étienne Bally 10,7                                                                  | France Leccese 10,7                                                         | Vladimir Sucharev 10,7                                                    |
| 200 m             | Brian Shenton 21,5                                                                  | Étienne Bally 21,8                                                          | Jam Lammers 22,1                                                          |
| 400 m             | Derek Pugh 47,3                                                                     | Jacques Lunis 47,6                                                          | Lars-Erik Wolfbrandt 47,9                                                 |
| 800 m             | John Parlett 1:50,5                                                                 | Marcel Hansenne 1:50,7                                                      | Roger Bannister 1:50,7                                                    |
| 1500 m            | Willem Slijkhuis 3:47,2                                                             | Patrick El Mabrouk 3:47,8                                                   | William Nankeville 3:48,0                                                 |
| 5000 m            | Emil Zátopek 14:03,0                                                                | Alain Mimoun 14:26,0                                                        | Gaston Reiff 14:26,2                                                      |
| 10 000 m          | Emil Zátopek 29:12,0                                                                | Alain Mimoun 30:21,0                                                        | Väinö Koskela 30:30,8                                                     |
| Maraton           | Jack Holden 2.32:13                                                                 | Veikko Karvonen 2.32:45                                                     | Fedosij Vanin 2.33:47                                                     |
| 110 m překážek    | André-Jacques Marie 14,6                                                            | Ragnar Lundberg 14,7                                                        | Peter Hildreth 15,0                                                       |
| 400 m překážek    | Armando Filiput 51,9                                                                | Jurij Litujev 52,4                                                          | Harry Whittle 52,7                                                        |
| 3000 m překážek   | Jindřich Roudný 9:05,4                                                              | Petar Šegedin 9:07,4                                                        | Erik Blomster 9:08,8                                                      |
| Štafeta 4 × 100 m | Sovětský svaz 41,5 Vladimir Sucharev Levan Kaljajev Levan Sanadze Nikolaj Karakulov | Francie 41,8 Étienne Bally Jacques Perlot Yves Camus Jean-Pierre Guillon    | Švédsko 41,9 Göte Kjellberg Leif Christersson Stig Danielsson Hans Rydén  |
| Štafeta 4 × 400 m | Spojené království 3:10,2 Martin Pike Leslie Lewis Angus Scott Derek Pugh           | Itálie 3:11,0 Baldasare Porto Armando Filiput Luigi Paterlini Antonio Siddi | Švédsko 3:11,6 Gösta Brännström Tage Ekfeldt Rune Larsson Lars Wolfbrandt |
| Chůze na 10 km    | Fritz Schwab 46:01,8                                                                | Emile Maggi 46:16,8                                                         | John Mikaelsson 46:48,2                                                   |
| Chůze na 50 km    | Giuseppe Dordoni 4.40:42,6                                                          | John Ljunggren 4.43:25,0                                                    | Verner Ljunggren 4.49:28,0                                                |
| Skok do výšky     | Alan Paterson 1,96 m                                                                | Arne Åhman 1,93 m                                                           | Claude Bénard 1,93 m                                                      |
| Skok o tyči       | Ragnar Lundberg 4,30 m                                                              | Valto Olenius 4,25 m                                                        | Jukka Piironen 4,25 m                                                     |
| Skok daleký       | Torfi Bryngeirsson 7,32 m                                                           | Gerard Wessels 7,22 m                                                       | Jaroslav Fikejz 7,20 m                                                    |
| Trojskok          | Leonid Ščerbakov 15,39 m                                                            | Valdemar Rautio 14,96 m                                                     | Ruhi Sarıalp 14,53 m                                                      |
| Vrh koulí         | Gunnar Huseby 16,74 m                                                               | Angiolo Profeti 15,16 m                                                     | Otto Grigalka 15,14 m                                                     |
| Hod diskem        | Adolfo Consolini 53,75 m                                                            | Giuseppe Tosi 52,31 m                                                       | Olavi Partanen 48,69 m                                                    |
| Hod kladivem      | Sverre Strandli 55,71 m                                                             | Teseo Taddia 54,73 m                                                        | Jiří Dadák 53,64 m                                                        |
| Hod oštěpem       | Toivo Hyytiäinen 71,26 m                                                            | Per-Arne Berglund 70,06 m                                                   | Ragnar Ericzon 69,82 m                                                    |
| Desetiboj         | Ignace Heinrich 7 364 bodů                                                          | Örn Clausen 7 297 bodů                                                      | Kjell Tånnander 7 175 bodů                                                |

### Ženy
| Soutěž            | Zlato                                                                                   | Stříbro                                                                                           | Bronz                                                                                       |
| ----------------- | --------------------------------------------------------------------------------------- | ------------------------------------------------------------------------------------------------- | ------------------------------------------------------------------------------------------- |
| 100 m             | Fanny Blankers-Koenová 11,7                                                             | Jevgenija Sečenovová 12,3                                                                         | June Fouldsová 12,4                                                                         |
| 200 m             | Fanny Blankers-Koenová 24,0                                                             | Jevgenija Sečenovová 24,8                                                                         | Dorothy Hallová 25,0                                                                        |
| 80 m překážek     | Fanny Blankers-Koenová 11,1                                                             | Maureen Gardnerová 11,6                                                                           | Micheline Ostermeyerová 11,7                                                                |
| Štafeta 4 × 100 m | Spojené království 47,4 Elspeth Hayová Jean Desforgesová Dorothy Hallová June Fouldsová | Nizozemsko 47,4 Xenia Stad-de Jongová Bertha Brouwerová Grietjl de Jongová Fanny Blankers-Koenová | Sovětský svaz 47,5 Jelena Gokieliová Sofia Malsčinová Sonja Dučovičová Jevgenija Sečenovová |
| Skok do výšky     | Sheila Alexanderová 1,63 m                                                              | Dorothy Tylerová 1,63 m                                                                           | Galina Ganekerová 1,63 m                                                                    |
| Skok daleký       | Valentina Litujevová 5,82 m                                                             | Wilhelmine Lustová 5,63 m                                                                         | Maire Österdahlová 5,57 m                                                                   |
| Vrh koulí         | Anna Andrejevová 14,32 m                                                                | Klavdija Točenovová 13,92 m                                                                       | Micheline Ostermeyerová 13,37 m                                                             |
| Hod diskem        | Nina Dumbadzeová 48,03 m                                                                | Rimma Šumská 42,25 m                                                                              | Edera Cordialeová 41,57 m                                                                   |
| Hod oštěpem       | Natalja Smirnická 47,55 m                                                               | Herma Baumová 43,87 m                                                                             | Galina Zybinová 42,75 m                                                                     |
| Pětiboj           | Arlette Ben Hamová 3 204 bodů                                                           | Bertha Crowtherová 3 048 bodů                                                                     | Olga Modrachová 3 026 bodů                                                                  |

## Medailové pořadí
| Umístění | Stát               | Zlato | Stříbro | Bronz | Celkem |
| -------- | ------------------ | ----- | ------- | ----- | ------ |
| 1.       | Spojené království | 8     | 3       | 6     | 17     |
| 2.       | Sovětský svaz      | 6     | 5       | 6     | 17     |
| 3.       | Francie            | 4     | 8       | 3     | 15     |
| 4.       | Nizozemsko         | 4     | 3       | 1     | 8      |
| 5.       | Itálie             | 3     | 5       | 1     | 9      |
| 6.       | Československo     | 3     | 0       | 3     | 6      |
| 7.       | Island             | 2     | 1       | 0     | 3      |
| 8.       | Švédsko            | 1     | 4       | 7     | 12     |
| 9.       | Finsko             | 1     | 3       | 5     | 9      |
| 10.      | Norsko             | 1     | 0       | 0     | 1      |
| 10.      | Švýcarsko          | 1     | 0       | 0     | 1      |
| 12.      | SFR Jugoslávie     | 0     | 1       | 0     | 1      |
| 12.      | Rakousko           | 0     | 1       | 0     | 1      |
| 14.      | Belgie             | 0     | 0       | 1     | 1      |
| 14.      | Turecko            | 0     | 0       | 1     | 1      |